# Mazaediothecium album
Mazaediothecium album är en svampart som beskrevs av Aptroot. Mazaediothecium album ingår i släktet Mazaediothecium och familjen Pyrenulaceae.   Inga underarter finns listade i Catalogue of Life.